# Kustoden
Kustoden er en dansk kortfilm fra 2013 med instruktion og manuskript af Kristian Ibler.

## Handling
Kustoden Bent værner om fortiden og alle dens hemmeligheder på museet. Gemmerne er låste, og nøglerne lagt væk. Men hjemme er konen syg og vil åbne for deres livs hemmelighed. En fortielse fra fortiden, som Bent frygter vil skubbe deres datter væk.

## Medvirkende
- Henning Jensen - Bent
- Ghita Nørby - Kirsten
- Peter Hesse Overgaard - Steffen
- Ida Kromann - Sirid